# Tinodes braueri
Tinodes braueri är en nattsländeart som beskrevs av Mclachlan 1878. Tinodes braueri ingår i släktet Tinodes och familjen tunnelnattsländor. Inga underarter finns listade i Catalogue of Life.